# Prestine
Prestine är en ort och frazione i kommunen Bienno i provinsen Brescia i regionen Lombardiet i Italien. 
Prestine upphörde som kommun den 23 april 2016 och uppgick i kommunen Bienno. Den tidigare kommunen hade 375 invånare (2015).